# 錦沢駅

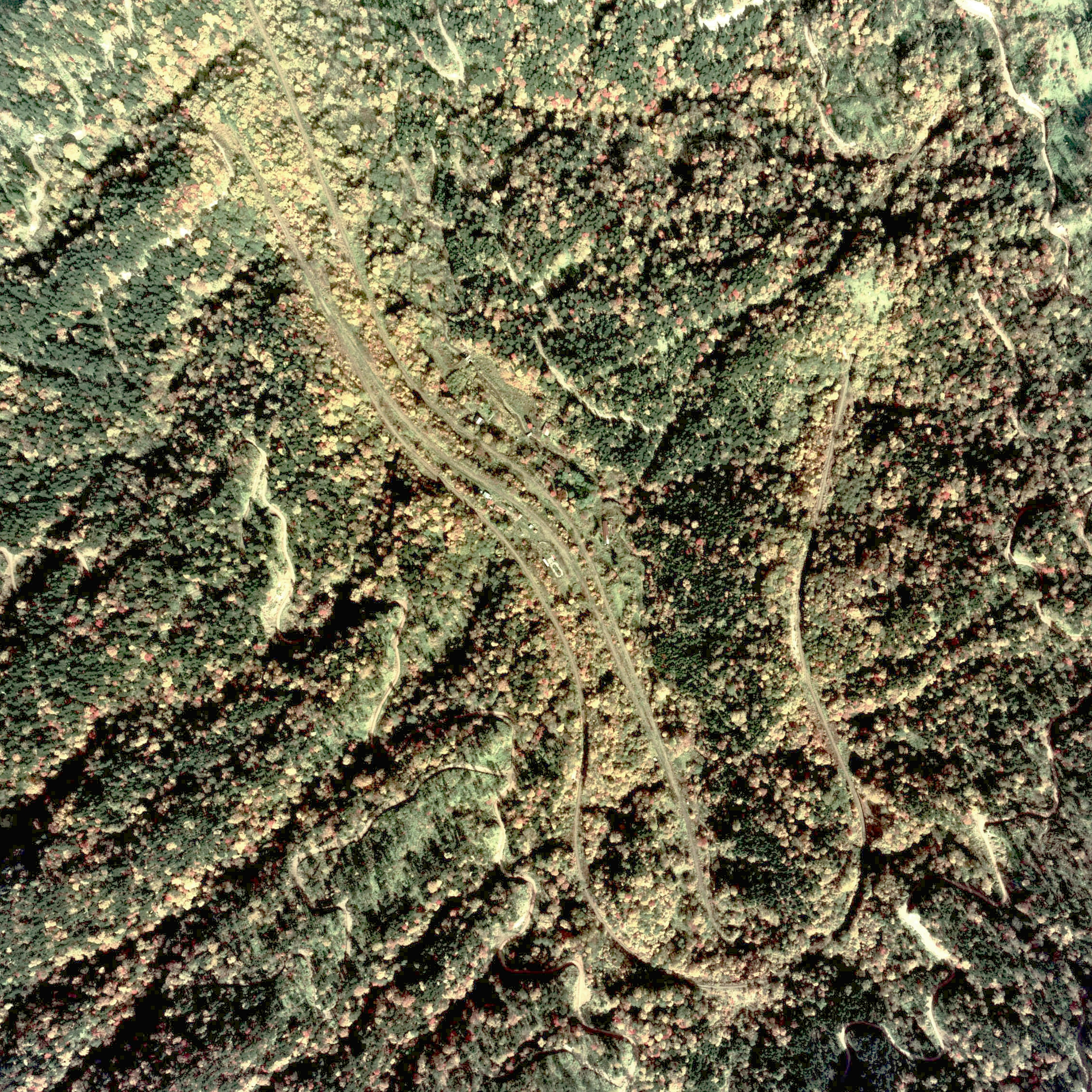
1976年の錦沢跡と周囲1.5 km範囲。左上が栗山方面で、2ポイント3段のスイッチバックで登って行く中間に、駅跡が残されている（中央）。大蛇ノ沢川上流を巻くように右へカーブし、トンネルを抜けて右端平和方面へ向かっていた。

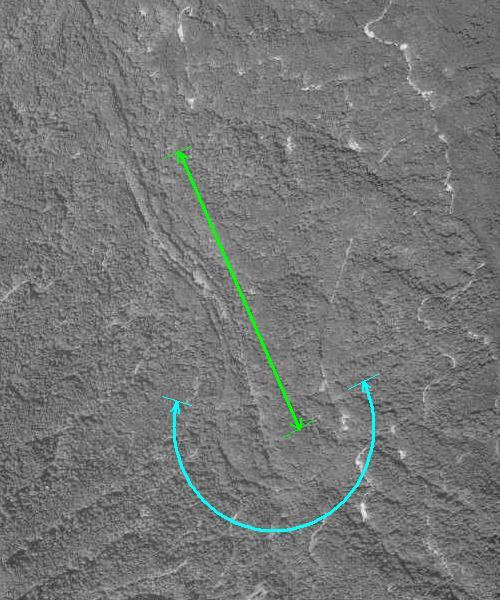
廃止後（1996年）の空中写真
緑:スイッチバック
青:平和駅側のオメガ線

錦沢駅（にしきざわえき）は、北海道夕張市にあった夕張鉄道の駅（廃駅）である。夕張鉄道線の廃止に伴い1975年に廃止された。

## 歴史
1926年に信号場として開業、1927年に一般営業を開始した。大蛇ノ澤にあることから、当初は大蛇ノ澤信号所として建設されたが建設中に名称が変更されている。1926年8月26日付けの停留場および信号所名変更届（夕本外第263号）では何故か二岐→新二岐、大ノ澤→錦沢となっている。旅客営業をしている頃には、炭鉱町の数少ない行楽地として駅周辺に釣堀や小動物園・遊園施設が設置され、市民の憩いの場として春は桜、秋は紅葉の名所として賑わい、時には花火大会も開催され夕張からだけでなく栗山・南幌方面からも臨時列車が運行された。

### 年表
- 1926年（大正15年）10月14日：錦沢信号場開設。
- 1927年（昭和2年）9月1日：錦沢駅として一般営業開始。
- 1971年（昭和46年）11月15日：旅客営業廃止。
- 1974年（昭和49年）4月1日：夕張鉄道線事業譲渡に伴い北海道炭礦汽船の駅となる。
- 1975年（昭和50年）4月1日：夕張鉄道線廃線により廃駅。

## 駅構造
相対式ホーム2面2線の地上駅だった。また駅の前後が、20パーミルの勾配が連続する山越え区間に位置した本格的三段式スイッチバックで、更に二段目の途中（6.7パーミルの勾配上）に駅施設がありスイッチバック式停車場としても珍しい構造だった。

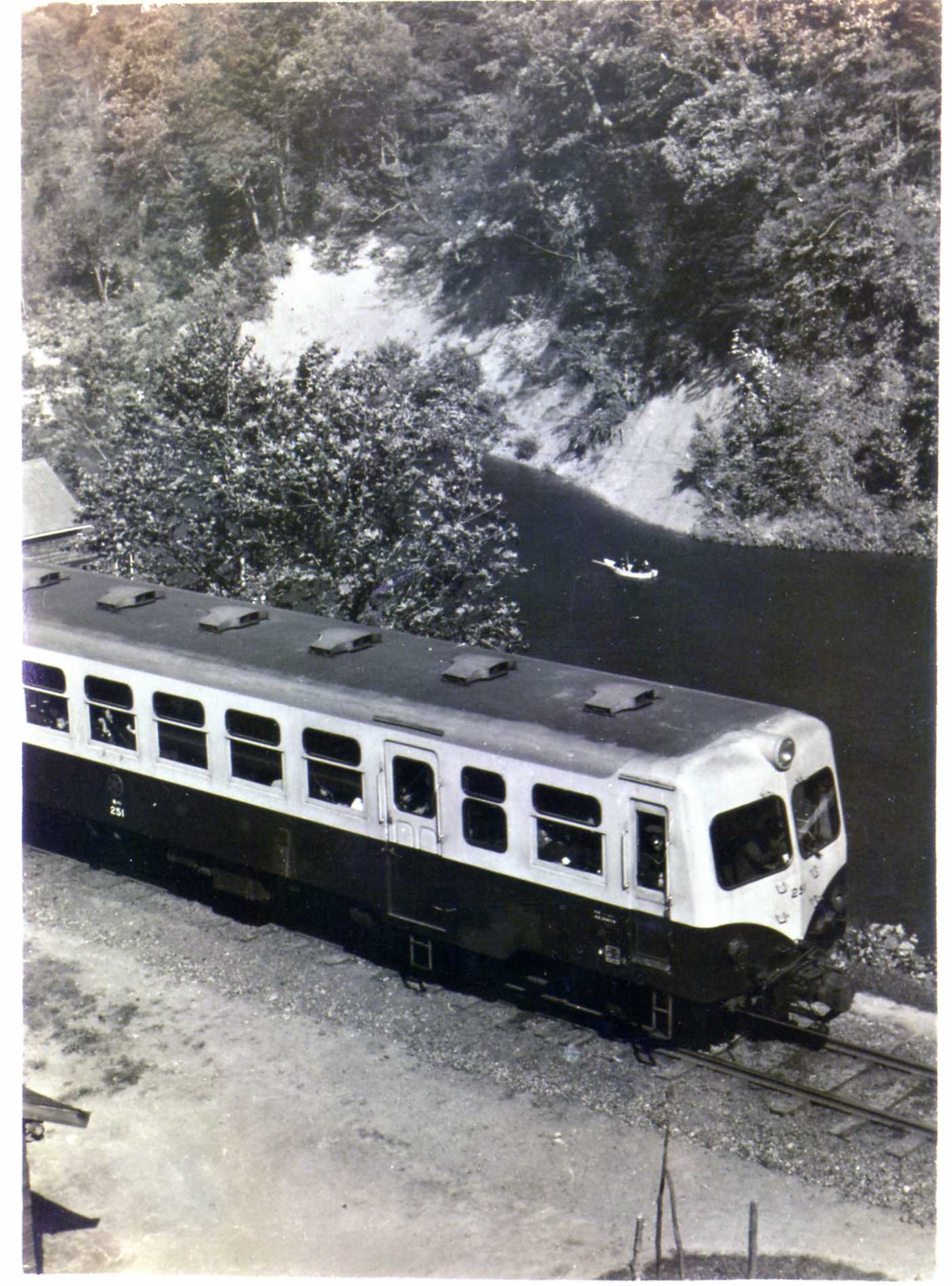
錦沢スイッチバックを行くキハ251（1954年）

終日駅員が配置されていたが、末期はポイント操作は自動化され無人駅となっていた。

## 駅周辺
かつては遊園地、寺院などがあった。鉄道廃止後、廃線跡はサイクリングロードとして整備されたが、現在はトンネルの老朽化により夕張市高松から平和間のみが利用可能で、錦沢周辺は訪れる人も少ない。また新二岐駅側の第三隧道付近では、一部区間が北海道道3号札幌夕張線の道路用地となっている。

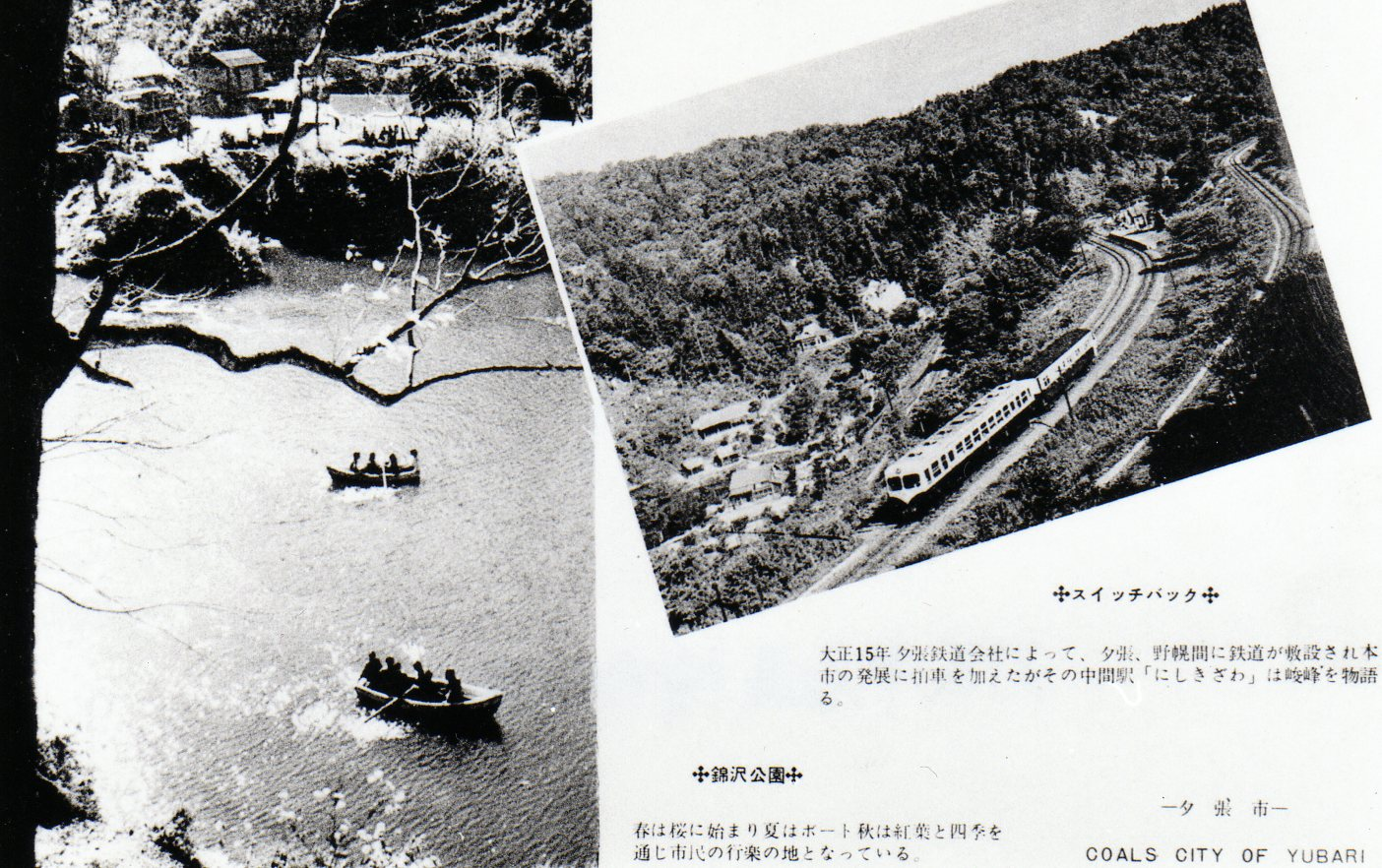
錦沢のスイッチバックと遊園地・夕張市絵はがき/1955年

## 隣の駅
北海道炭礦汽船
夕張鉄道線
新二岐駅 - 錦沢駅 - 平和駅